# لعباضلة (أولاد سي احسين)
لعباضلة هو دُوَّار يقع بجماعة أولاد سيدي علي بن يوسف، إقليم الجديدة، جهة الدار البيضاء سطات في المملكة المغربية. ينتمي الدوّار لمشيخة أولاد سي احسين التي تضم 9 دواوير. يقدر عدد سكانه بـ 170 نسمة حسب الإحصاء الرسمي للسكان والسكنى لسنة 2004.

## روابط خارجية
- البوابة الوطنية للجماعات الترابية نسخة محفوظة 12 مارس 2018 على موقع واي باك مشين.
- المندوبية السامية للتخطيط